# Scipione Piattoli
Scipione Piattoli (ur. 10 listopada 1749 we Florencji, zm. 12 kwietnia 1809 w Altenburgu) – włoski pedagog, ekspijar, prywatny sekretarz króla Stanisława Augusta Poniatowskiego, współtwórca Konstytucji 3 maja; wolnomularz.

## Przed przybyciem do Polski
Pochodził z rodziny artystycznej; malarzami byli oboje rodzice – Gaetano (1703–1770) i Maria Anna z domu Bacherini (1720–1785), jak i starszy brat Giuseppe (zm. 1823). Jako kilkunastolatek wstąpił do zakonu pijarów (1763) i przyjął imię Urbano. Na uniwersytecie we Florencji obronił doktorat praw, był nauczycielem retoryki w szkołach pijarskich w Massie i Correggio. Nie jest jasna sprawa jego ewentualnych święceń kapłańskich; w sierpniu 1774 otrzymał zgodę na opuszczenie zakonu i powrócił do imienia chrzestnego Scipione, ale w późniejszym okresie używał tytułu l'abbe (ksiądz) i ubiegał się o godności kościelne. Zdaniem historyka A. D'Ankony Piattoli nie miał jednak nigdy formalnych święceń, prowadził świecki tryb życia, a pod koniec życia ożenił się.
Na początku lat 70. przybył do Modeny, prawdopodobnie na zaproszenie hrabiego Marcisio, pierwszego ministra księstwa Modeny. Był bibliotekarzem hrabiego (być może również kapelanem) oraz w latach 1772–1782 profesorem na miejscowym uniwersytecie; wykładał historię Kościoła na wydziale teologicznym oraz grekę na wydziale filozoficznym, brał udział w pracach instytucji reformującej studia uniwersyteckie Dicasterio dei Rifirmatori. W 1774 opublikował (anonimowo) broszurę Saggio attorno al luogo del sepellire, w której wyraził sprzeciw wobec pochówków w kościołach ze względów higienicznych. Sprawa budziła duże emocje i doprowadziła m.in. do konfliktu dworu księcia Modeny Franciszka III d’Este z Watykanem; broszura Piattolego została potępiona, ale zarazem zyskała rozgłos i ukazała się w przekładach francuskim i hiszpańskim. Jego pozycją na dworze modeńskim zachwiała śmierć księcia Franciszka w lutym 1780; protektor Piattolego Marcisio popadł w zatarg z nowym monarchą Herkulesem III, wzmogły się intrygi. Piattoli zdecydował się na opuszczenie Modeny i zrezygnował z profesury.

## Pierwszy kontakt z Polską. W opozycji magnackiej
Bez powodzenia starał się o posadę na uniwersytecie w Pawii w charakterze profesora prawa kanonicznego. W tej sytuacji skorzystał z pośrednictwa nuncjusza w Wiedniu Garampiego i zatrudnił się jako wychowawca synów starosty szczerzeckiego Piotra Potockiego. Przybył do Warszawy we wrześniu 1782. Nie odniósł sukcesu jako pedagog, miał duże kłopoty ze swoimi podopiecznymi, ponadto jego metod wychowawczych nie podzielały Pelagia Potocka (matka Piotra) i Maria Radziwiłłowa (siostra Piotra Potockiego, rozwiedziona żona Karola Radziwiłła Panie Kochanku). Praca z młodymi Potockimi trwała dwa lata; w tym czasie Piattoli nabrał pewnej wiedzy o Polsce, odbył kilka podróży i nawiązał kontakty z innymi rodami magnackimi. W sierpniu 1784 zrezygnował z posady wychowawcy, będąc już od kilku miesięcy członkiem honorowym Towarzystwa do Ksiąg Elementarnych. Funkcję tę zawdzięczał protekcji Grzegorza Piramowicza; zajmował się początkowo w Towarzystwie korespondencją zagraniczną, następnie otrzymał zadanie opracowanie „książki elementarnej historyi nauk, umiejętności i kunsztów”. Działał w polskiej masonerii, od 1783 był członkiem loży masońskiej Bouclier du Nord.
W 1785 wyjechał z Polski jako towarzysz podróży księżnej Izabeli Lubomirskiej, jednej z przywódczyń opozycji przeciwko królowi Stanisławowi Augustowi. W trakcie kilkuletniej podróży (z długim pobytem w Paryżu) poznał m.in. Goethego (tłumaczył jego utwory), Jeffersona, La Fayette'a, Condorceta. Od jesieni 1787 zajmował się w Paryżu edukacją księcia Adama Jerzego Czartoryskiego (bratanka księżnej Lubomirskiej). W tym czasie stał się jednym z pomysłodawców utworzenia Kongresu Patriotycznego, politycznego frontu magnackiego na czele z czteroosobowym kierownictwem (Quatturorwiratem) – Sewerynem Rzewuskim, Szczęsnym Potockim, Adamem Kazimierzem Czartoryskim i przypuszczalnie Karolem Radziwiłłem. Sojusz ten miał zorganizować cywilną i wojskową konfederację, osłabić wpływy Rosji (m.in. angażując ją w wojnę z Turcją) oraz zbliżyć Polskę do Prus. Projekt był w zasadzie od początku skazany na niepowodzenie wobec zmian układów politycznych wewnątrz stronnictwa magnackiego. Pewną częścią pomysłu zainteresował się jednak Ignacy Potocki, z którym Piattoli spotkał się późną wiosną 1788; odrzucono samą ideę Kongresu Patriotycznego, ale rozważano zbliżenie z Prusami (przymierze w zamian za Gdańsk i część Wielkopolski).
Wykorzystując m.in. Juliana Ursyna Niemcewicza w Polsce, a także agenta dyplomatycznego króla w Paryżu Filippo Mazzei, Piattoli rozpoczął starania o posadę w Polsce. Zbliżył się do Mazzei, pomagał mu w zdobywaniu książek i sztychów do zbiorów królewskich, informował o sytuacji w otoczeniu Lubomirskiej (jego stosunki z księżną znacznie pogorszyły się od chwili wyjazdu z Polski). W 1789 pośredniczył w pogodzeniu króla Stanisława Augusta z Sewerynem Rzewuskim. Zyskał przychylność króla i ostatecznie został poprzez Mazzei zaproszony na dwór; zatrudnienie nie objęło jednak (wbrew oczekiwaniom Piattolego) żadnego oficjalnego stanowiska, głównie ze względu na naciski stronnictwa magnatów; w ten sposób Piattoli, obdarzony zaufaniem zarówno Stanisława Augusta, jak i opozycji, mógł stać się pośrednikiem i w krótkim czasie stał się wpływową postacią na polskiej scenie politycznej. Przybył do Warszawy w listopadzie 1789. Spotkał się z oskarżeniami, jakoby w Paryżu w dniach wybuchu rewolucji podżegał do zamordowania Ludwika XVI i Marii Antoniny, i chociaż z zarzutu tego został oczyszczony przez świadków (m.in. Aleksandrę Potocką), w Watykanie miał opinię jakobina i agenta rewolucji; w rzeczywistości sympatyzował jedynie (podobnie jak agent królewski Mazzei) z pierwszą fazą rewolucji, opartą na monarchii konstytucyjnej.

## Sekretarz Stanisława Augusta. Praca nad Konstytucją 3 Maja
Na dworze królewskim Piattoli otrzymał utrzymanie i pensję; krótko po przybyciu do Polski zaoferował królowi przygotowanie dzieła o Polsce dla cudzoziemców. Był określany mianem królewskiego bibliotekarza lub lektora, zajmował się m.in. dostarczaniem najnowszych dzieł literackich z Paryża. Przede wszystkim jednak był łącznikiem między królem a Ignacym Potockim oraz uczestnikiem wielu zakulisowych działań politycznych. Przygotowywał dla Potockiego memoriały, projekty i mowy sejmowe. Na początku 1790 opracował memoriał, w którym określił konieczność zawarcia sojuszu z Prusami – ze względu na fakt, że Prusy są najgroźniejszym „naturalnym wrogiem” Polski; argumentował, że aby Polska znaczyła coś w tym sojuszu, potrzebuje konstytucji. W kolejnych miesiącach Piattoli aktywnie pracował nad projektami Potockiego, przekazując mu uwagi króla i redagując teksty, brał również udział w pracach dyplomatycznych; zaangażował się w kwestie następstwa tronu, zamierzał ożenić króla (lub sugerowanego przez króla następcę – bratanka, księcia Stanisława Poniatowskiego) z królewną pruską Fryderyką Karoliną; jako potencjalny następca Stanisława Augusta w grę wchodził również pruski królewicz Ludwik. Plany te rozbiły się o niechęć dworu pruskiego. Piattoli negocjował ponadto umorzenie części królewskich długów, bez powodzenia starał się o pożyczkę u króla pruskiego, występował przeciwko planowanemu sojuszowi z Turcją.
Pozostał redaktorem projektów konstytucji, po tym jak Ignacy Potocki przekazał inicjatywę królowi w grudniu 1790. Niezależnie od pracy redakcyjnej omawiał projekty zarówno ze Stanisławem Augustem, jak i Potockim, brał również udział w pracach w szerszym gronie (przede wszystkim z udziałem Kołłątaja). Sam zgłaszał pewne projekty, wzorując się na konstytucji amerykańskiej i pomysłach francuskich; przypisywany jest mu projekt utworzenia Straży Praw – kolegialnego ciała złożonego z króla, prymasa, 5 ministrów i Marszałka Sejmu (bez prawa głosu). Największe znaczenie miały działania Piattolego jako redaktora projektu i organizatora przyjęcia konstytucji. W gabinecie Piattolego na Zamku odbywały się tajne spotkania z udziałem Stanisława Augusta, tam m.in. ustalono datę decydującej sesji Sejmu na 3 maja 1791. Już po przyjęciu konstytucji Piattoli był współorganizatorem Zgromadzenia Przyjaciół Konstytucji Rządowej; ściśle współpracował z takimi politykami, jak Julian Ursyn Niemcewicz, Józef Mostowski, Józef Weyssenhoff, Aleksander Linowski, Tadeusz Matuszewicz, Aleksander Benedykt Batowski, Onufry Morski. Krótko przed przyjęciem konstytucji Piattoli zmienił swoje poglądy odnośnie do polskiej polityki zagranicznej; stał się zwolennikiem sojuszu z Austrią – porozumienie to miało zapewniać Polsce pozycję w silniejszej koalicji (Polska, Austria, Prusy przeciw Rosji lub Polska, Austria, Rosja przeciw Prusom). Dodatkowego znaczenia Polsce w tych koalicjach miała dodać przygotowywana konstytucja.
Po przyjęciu konstytucji gabinet Piattolego pozostał ważnym centrum życia politycznego i dyplomatycznego Polski. Włoch opracowywał i słał liczne memoriały, prowadził obfitą korespondencję z królem i Potockim, współpracował z Kołłątajem w sprawie opracowania kwestii kościoła, innowierców i mieszczaństwa. Był zaangażowany w uregulowanie sprawy lenna kurlandzkiego oraz statusu Żydów w Polsce; prace te przerwał wybuch wojny polsko-rosyjskiej w 1792. Piattoli powrócił do prac dyplomatycznych, konsultował z innymi Włochami w służbach zagranicznych (Lucchesinim w Prusach i Landrianim w Austrii) sprawę sukcesji tronu polskiego, prowadził serię negocjacji dyplomatycznych; przez jakiś czas opowiadał się za oddaniem tronu rosyjskiemu wielkiemu księciu Konstantemu. Po fiasku misji w Dreźnie, gdzie nie udało mu się nawet spotkać z posłem rosyjskim, zdecydował się nie wracać do Polski, mimo wezwań króla. Oficjalne zwolnienie ze służby na dworze uzyskał w grudniu 1793, zachowując tytuł królewskiego radcy (korespondował ze Stanisławem Augustem do lutego 1794, przekazał królowi w darze część swojej biblioteki). Oficjalnie zajął się opracowaniem historii ostatnich wydarzeń w Polsce (ze szczególnym uwzględnieniem dziejów konstytucji) oraz drobnymi pracami literackimi (m.in. przełożył z niemieckiego na włoski libretto do Czarodziejskiego fletu Mozarta); kontynuował jednocześnie dyskretne działania dyplomatyczne.

## Działalność dyplomatyczna po wyjeździe z Polski
Jedną z koncepcji politycznych, przypisywanych Piattolemu była opcja sojuszu z republikańską Francją. Miało to polegać na abdykacji Stanisława Augusta, spłacie jego długów i dożywotniej pensji zapewnionej przez Francję, przyjęciu przez Polskę konstytucji republikańskiej wzorowanej na francuskiej, wynegocjowaniu przez Francję odstąpienia Prus i Austrii od rozbiorów Polski, ewentualnie wspólnej wojnie francusko-tureckiej z Rosją. Piattoli zamierzał także uzyskać we Francji wsparcie finansowe dla powstania; plany nie zostały zrealizowane, ale Piattoli miał swój udział w przygotowaniach powstańczych, podobno przygotował dla Kościuszki plan strategiczny na wojnę z Prusami. W tym czasie przeniósł się z Drezna do Lipska, gdzie obok działań politycznych zajmował się kształceniem córki Ignacego Potockiego Krystyny. Już po wybuchu powstania został zmuszony do opuszczenia Saksonii, a w lipcu 1794 w Karlsbadzie władze austriackie zatrzymały go w charakterze zakładnika; była to odpowiedź na uwięzienie w Warszawie dyplomatów rosyjskich. Następne sześć lat spędził w więzieniu; początkowo przetrzymywany w czeskiej twierdzy Josephstadt, potem w Pradze. Prowadzono szerokie śledztwo, próbując wykazać związki Piattolego z Francją; bez powodzenia interweniowali w sprawie jego uwolnienia Stanisław August, książę Józef Poniatowski, Napoleon. W więzieniu pracował nad „powszechną bibliografią wiedzy ludzkiej” oraz przygotowywał nowe wizje polityczne. Został ostatecznie uwolniony wiosną 1800 dzięki wpływom Adama Jerzego Czartoryskiego oraz księżnej kurlandzkiej Doroty (żony Piotra Birona), z którą utrzymywał kontakt jeszcze od czasu działań nad rozwiązaniem kwestii lenna kurlandzkiego w 1792.
Po zwolnieniu z więzienia Piattoli został sekretarzem księżnej kurlandzkiej oraz wychowawcą księżniczki Doroty. Księżna, której dobra kurlandzkie zostały wcielone do Rosji, przebywała przede wszystkim w innych posiadłościach (Śląsk, Dolna Saksonia, Czechy) i dużo podróżowała; Piattoli towarzyszył jej w podróżach, często przebywał w Dreźnie, Lipsku i Berlinie. Za pośrednictwem Francuza w służbie rosyjskiej hrabiego E.A. d'Antraiguesa nawiązał ponowny kontakt z księciem Adamem Jerzym Czartoryskim; był inspiratorem, jeśli nie autorem przypisywanego Czartoryskiemu memoriału Memoire sur le systeme politique que devrait suivre la Russie (1803), zawierającego wizję zapewnienia pokoju w Europie na zasadzie równoważenia się wielkich federacji. W 1804 Piattoli przybył do Petersburga (załatwiając przy okazji sprawy procesowe księżnej kurlandzkiej), spotkał się z Czartoryskim (ówczesnym szefem dyplomacji rosyjskiej) oraz odbył serię konsultacji na temat wprowadzenia w życie idei federacji europejskich. 
W maju 1805 przedstawił projekt, zawierający propozycję utworzenia kilku federacji (uwzględniając odbudowę Polski), kodyfikacji prawa narodów i prawa morza oraz wprowadzenia europejskiego arbitrażu. Został mianowany korespondentem Komisji Prawodawczej (później redaktorem) oraz honorowym członkiem Uniwersytetu Wileńskiego, ale nie doczekał się realizacji swoich projektów wobec wybuchu wojny prusko-francuskiej. W kolejnych latach, pozostając jako współpracownik przy boku księcia Czartoryskiego, wysuwał kolejne koncepcje, m.in. przymierza Rosji z Napoleonem i podziału wpływów w Europie między Rosję i Francję oraz wprowadzenia cara Aleksandra na tron polski.

## Ostatnie lata życia. W pamięci współczesnych i potomnych
Od 1807 przebywał w Mitawie ponownie na dworze księżnej kurlandzkiej Doroty. Ożenił się z damą dworu księżnej, Julią von Vietinghoff, i prowadził starania o wyswatanie księżniczki kurlandzkiej Doroty z Czartoryskim; bez powodzenia. Zajmował się także sprawami szkolnictwa w Kurlandii. 
Zmarł wiosną 1809 w Altenburgu; księżna kurlandzka wystawiła mu grobowiec w parku w Löbichau, z napisem Kochany przez wszystkich, którzy go znali. Był wspominany przez współczesnych jako uczynny, szlachetny człowiek, różne natomiast były opinie o jego działalności politycznej; Mazzei pisał o „słabości jego osądu w sprawach świata”, Czartoryski cenił go jako „instrument o wielkiej łatwości redagowania”. Piattoli doczekał się dwóch biografii we Włoszech (A. d’Ancona i G. Bozzolato), a Lew Tołstoj wykorzystał jego osobę do stworzenia postaci l'abbe Morio w Wojnie i pokoju.